# Kroatiska offrets röst – Smärtans vägg

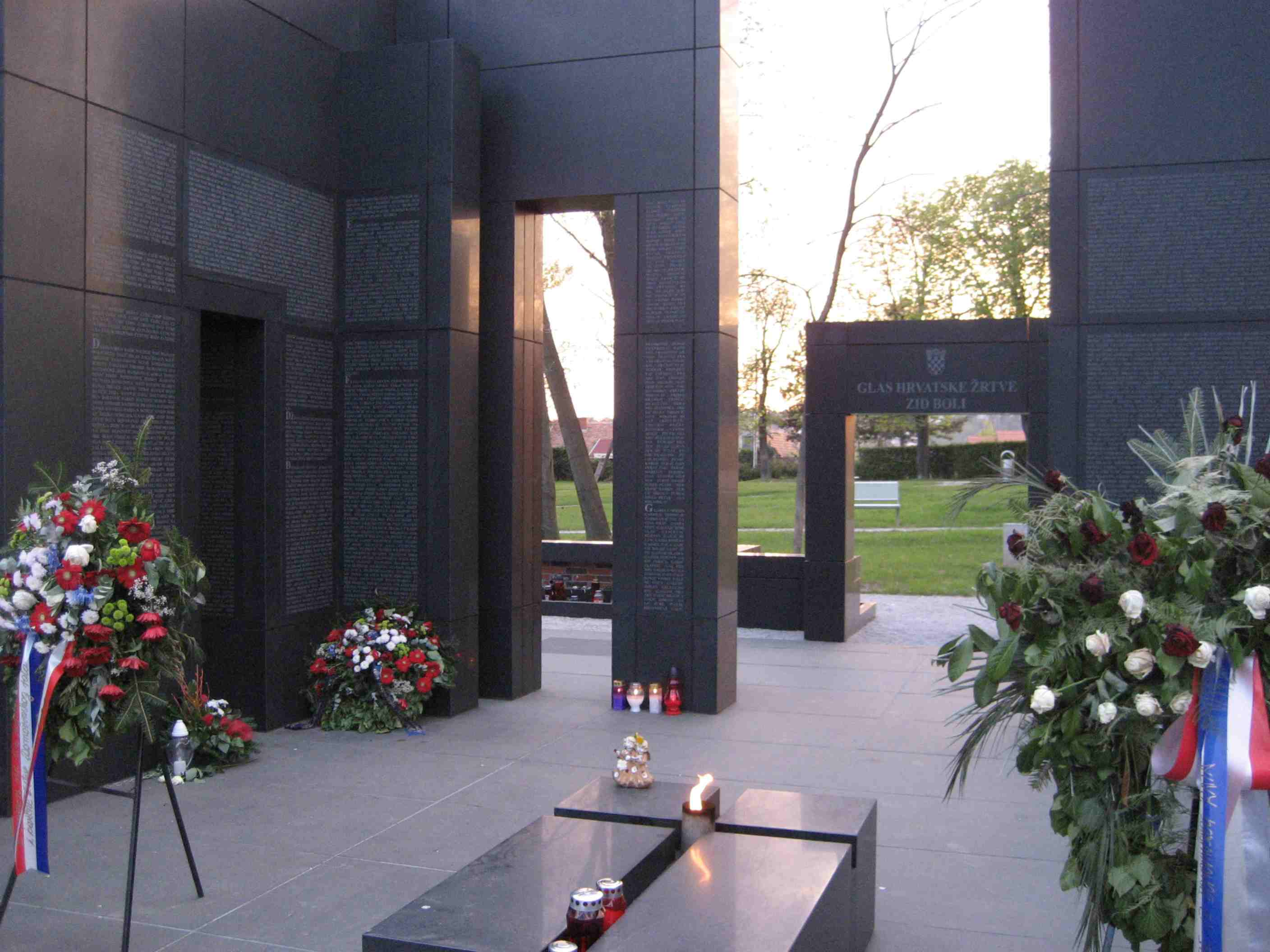
Kroatiska offrets röst – Smärtans vägg

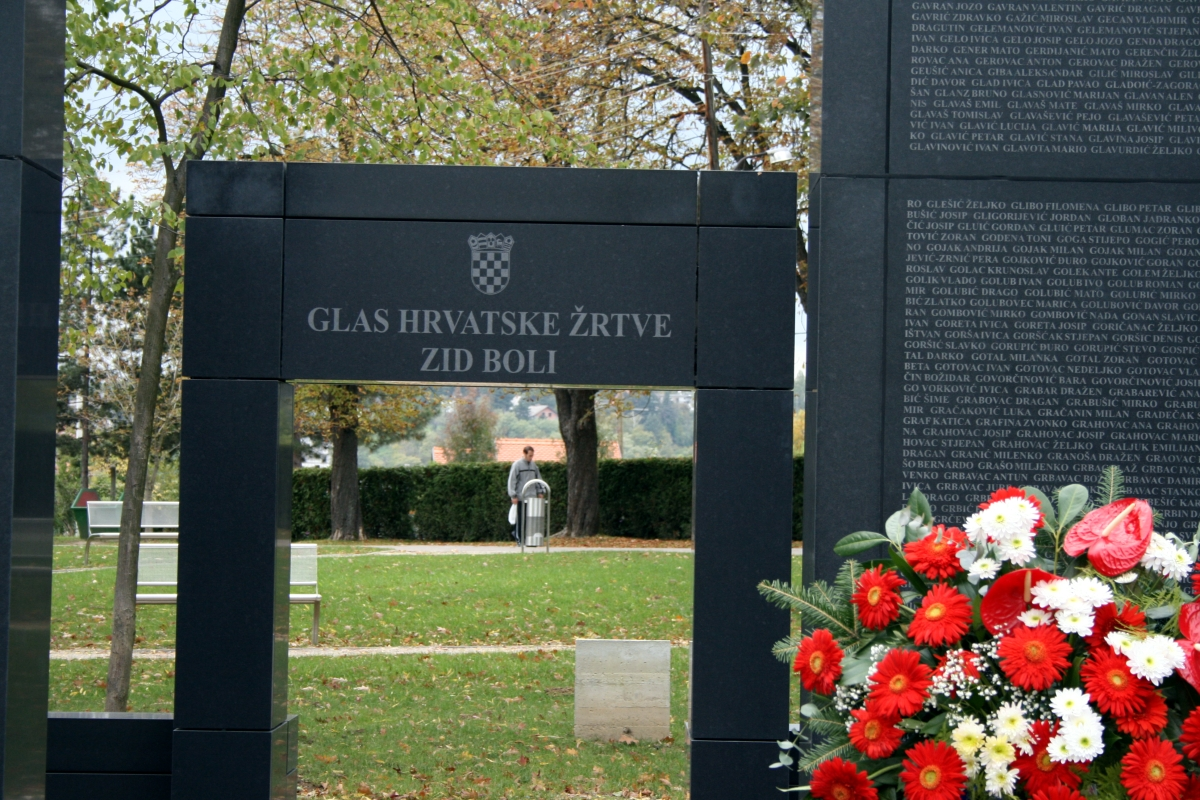
Kroatiska offrets röst – Smärtans vägg

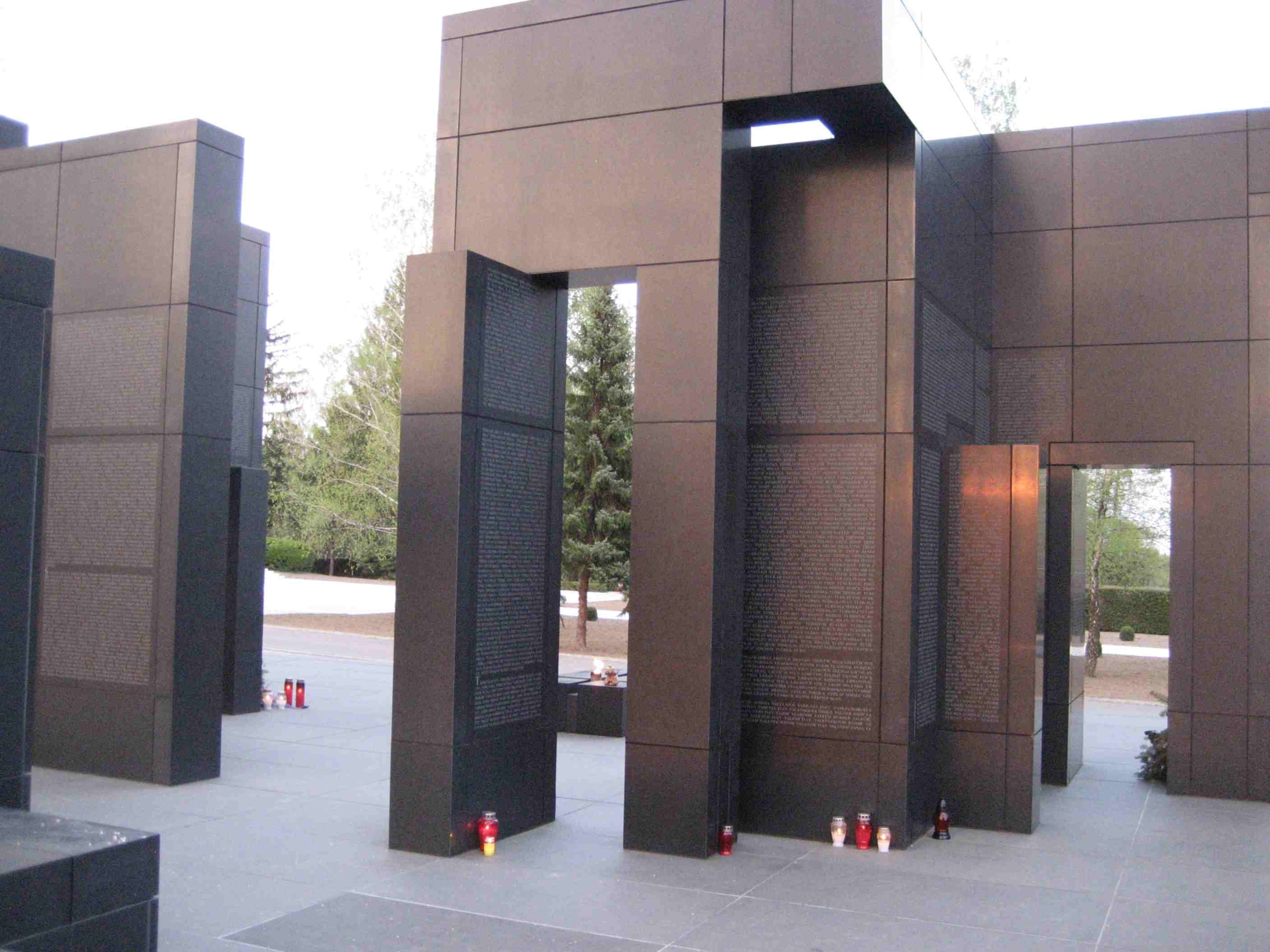
Kroatiska offrets röst – Smärtans vägg

Kroatiska offrets röst – Smärtans vägg (kroatiska: Glas hrvatske žrtve - Zid boli) är ett minnesmärke som står på Mirogojkyrkogården i Zagreb i Kroatien. Minnesmärket invigdes den 14 oktober 2004 och är tillägnat de kroater, både soldater och civila, som stupade under det kroatiska självständighetskriget åren 1991–1995. Det är uppfört i svart marmor och är ett verk av skulptören Dušan Džamonja. Utöver texten "Kroatiska offrets röst – Smärtans vägg" är monumentet graverat med 13 500 namn på dem som stupade.

## Historik
På initiativ av Zdenka Farkas, dåvarande ordförande för Centret för skydd av fängslade och saknade kroatiska medborgares mänskliga rättigheter (Centar za zaštitu ljudskih prava zatočenih i nestalih građana Hrvatske), uppfördes Smärtans vägg (Zid boli) år 1993 utanför UNPROFOR:s huvudkontor i Zagreb. Under den pågående väpnade konflikten placerade släktingar till saknade eller stupade soldater och civila tegelstenar runt UNPROFORS:s huvudkontor. Varje tegelsten bar namnet på den/de anhöriga. Röda tegelstenar symboliserade saknade, svarta tegelstenar stupade personer. Aktionen riktades till Förenta nationerna och var en vädjan om mänsklighet och för mänskliga rättigheter. Den mur eller vägg som uppfördes kom så småningom att bestå av 13 650 tegelstenar. Trots vissa protester flyttade myndigheterna tegelstenarna den 5 november 1995 till den centrala stadskyrkogården Mirogoj.

## Kultur
Vid speciella helgdagar såsom Alla helgons dag och Seger- och fosterländska tacksägelsedagen och de kroatiska försvararnas dag har minnesmärket en framträdande roll och är då föremål för civila eller statssanktionerade ceremonier.